# Loch Oich
Loch Oich (skotskou gaelštinou Loch Omhaich) je jezero ve správní oblasti Highland v severním Skotsku, které je částí Kaledonského kanálu. Toto úzké jezero leží mezi jezery Loch Ness a Loch Lochy. Je 14 km dlouhé, v nejširším místě 1,2 km široké a asi 142 m hluboké.

## Okolí
Po severozápadním břehu jezera vede silnice č. 82 z Fort William do Inverness. Na západním břehu leží Inergarry Hotel u přítoku z jezer Loch Quoich a Loch Garry v údolí Glen Garry.

## Příšera
V jezeře údajně žije Wee Oichy, 9 m dlouhá příšera podobná jako Nessie z nedalekého jezera Loch Ness. Má černou kůži, tři hrby, hadovité tělo a hlavu psa nebo koně. Od roku 1970, kdy se začaly vést záznamy, byla pozorována 59krát. Toto číslo však je třeba brát s rezervou.